# Accord de libre-échange entre la Chine et le Pakistan
L'accord de libre-échange entre la Chine et le Pakistan est un accord de libre-échange, signé en novembre 2006 et entrée en application en juillet 2007. L'accord inclut une phase II encore en cours de négociation en 2015,.

## Contenu
Par la première phase de cet accord, la Chine et le Pakistan exonèrent de droits de douane 35 % produits énumérés lors de cet accord, alors que 15 % des produits concernés ne subissent pas de baisses de tarifs douaniers. La Chine exonère de droits de douane des produits comme le matériel médical, la fibre de coton ou le marbre. De l'autre côté, le Pakistan exonère de droits de douane les produits électroniques, chimiques et électriques ou plus généralement les machines. La Chine baisse ses droits de douane pour qu'ils atteignent 0 à 5 % du prix des marchandises sur 35 % des produits concernés par cet accord, contre seulement 20 % pour le Pakistan. Le reste des produits se voit attribuer des baisses de 20 à 50 %.